# Bathydrilus sandersi
Bathydrilus sandersi är en ringmaskart som beskrevs av Erséus 1983. Bathydrilus sandersi ingår i släktet Bathydrilus och familjen glattmaskar. Inga underarter finns listade i Catalogue of Life.